# Distrito de Pocrí
Pocrí es un distrito de Panamá, ubicado al suroeste de la península de Azuero, en la provincia de Los Santos. Con una superficie de 280,3 km² contaba con una población de 3.259 habitantes y una densidad poblacional de 11,6 hab/km² según datos del censo del 2010.

## Toponimia
Existen varias leyendas sobre el topónimo Pocrí: La primera refiere que dicho nombre proviene de Puerí, ya que en 1631 Diego Ruiz del Campo exploró la Costa Pacífica del istmo de Panamá y después de descubrir el río Purio se detiene a describir otro río de nombre Puerí, cuya boca coloca entre el río Purio y el río Mensabé y que corría por territorios del cacique de ese nombre (Puerí).
Por la semejanza de los nombres Puerí y Pocrí se cree que Ruiz del Campo, al escribir su relato, hizo la o de la palabra Pocrí muy abierta y la c bastante parecida a la e, como también cabe suponer que quien transcribió el escrito del explorador hizo la u de Puerí muy cerrada y la e parecida a la c, de modo que los fundadores leyeron Pocrí en lugar de Puerí.
Este dato comprueba que en ese tiempo, esta región era poblada por los indios.
Otra hipótesis plantea, que al igual que otras ciudades de Azuero, el topónimo Pocrí deriva del ngöbe, probablemente el nombre de un cacique. Ya que el sonido "p" no existe ni en el idioma ngöbe ni en el buglé, probablemente, se trata de la terminología ngöbe "Bo- Kri", que significa literalmente "Aspecto-Grandioso", de "Bo" = "aspecto" o "figura", y "Kri" = "grande", "grandioso". Gramaticalmente, se puede interpretar como "El del Aspecto Grandioso", un gran nombre, para un gran cacique.

## División político-administrativa
Está conformado por cinco corregimientos que son los siguientes:
| Corregimiento  | Población | Superficie (km²) | Densidad (hab/km²) | Ubicación                                       |
| -------------- | --------- | ---------------- | ------------------ | ----------------------------------------------- |
| Pocrí          | 1.002     | 57,6             | 17,4               | Pocrí Paraíso El Cañafístulo Lajamina Paritilla |
| El Cañafístulo | 363       | 58,4             | 6,2                | Pocrí Paraíso El Cañafístulo Lajamina Paritilla |
| Lajamina       | 514       | 51,7             | 9,9                | Pocrí Paraíso El Cañafístulo Lajamina Paritilla |
| Paraíso        | 597       | 64,4             | 9,3                | Pocrí Paraíso El Cañafístulo Lajamina Paritilla |
| Paritilla      | 783       | 48,2             | 16,3               | Pocrí Paraíso El Cañafístulo Lajamina Paritilla |